# فحص التثبيط بالديكساميثازون
فحص التثبيط بالديكساميثازون هو اختبار مصمم لتمييز بين الأنماط المختلفة من متلازمة كوشينغ والأمراض الأخرى التي يشاهد فيها ارتفاع في الكورتيزول.
كما تم استخدامه في مجال الأبحاث التي تتعلّق بالاكتئاب.

## الآلية الفيزيولوجية
الديكساميثازون هو ستيرويد خارجي يؤمن تلقيماً راجعاً feedback سلبياً على الغدة النخامية لتثبيط إفرازها من موجّه القشرة الكظريةالـACTH. هذا الستيرويد غير قادر على عبور الحاجز الدموي الدماغي BBB مايسمح لهذا الاختبار بتقييم جزءاً محدداً من المحور تحت الوطائي-النخامي-الكظري. يرتبط الديكساميثازون بمستقبلات الستيروئيدات القشرية في الغدة النخامية, والتي تتوضّع خارج الحاجز الدموي الدماغي، مايؤدي إلى تعديل في وظيفتها.

## تفسير الاختبار
هناك نمطان للاختبار، بالجرعات الخفيفة والجرعات العالية:
يعطى الدواء بجرعات منخفضة (1-2 مغ) وبجرعات عالية (8مغ) ويتم قياس مستويات الكورتيزول للحصول على النتائج.
تثبّط الجرعات الخفيفة من الديكساميثازون إفراز الكورتيزول في الأشخاص غير المصابين بمرض مفرز للكورتيزول. يكون للجرعات العالية من الديكساميثازون تأثيراً راجعاً سلبياً على الخلايا المفرزة للـACTH في النخامة، ولكن ليس على الخلايا المفرزة للـACTH بشكل هاجر ectopic أو على الغدومات الكظرية.

### الجرعة الخفيفة
النتيجة الطبيعية هي انخفاض في مستويات الكورتيزول بعد إعطاء الجرعة الخفيفة من الديكساميثازون. أما النتائج التي تشير إلى داء كوشينغ فتشمل عدم تغيّر في مستويات الكورتيزول بعد الجرعة الخفيفة من الديكساميثازون، إلا إنه يثبّط بالجرعات العالية. إذا لم تتغيّر مستويات الكورتيزول بالجرعات الخفيفة والعالية من الديكساميثازون فهذا يعني أن هناك أسباباً أخرى لمتلازمة كوشينغ ينبغي أخذها بالحسبان.

### الجرعة العالية
بعد الجرعات العالية من الديكساميثازون، يمكن إعطاء تفسيرات أخرى لهذا الاختبار:.
| ACTH                    | كورتيزول                                         | التشخيص |
| ----------------------- | ------------------------------------------------ | --- |
| غير قابل للكشف أو منخفض | لا يكبت بجرعات عالية أو منخفضة.                  | من المحتمل الإصابة متلازمة كوشينغ الأولية. |
| عادي إلى مرتفع          | لا يكبت بجرعات عالية أو منخفضة                   | من المحتمل الإصابة بمتلازمة الهرمون الموجه لقشر الكظر المنتبذ . إذا لم يكن ورم الغدة الكظرية ظاهرا، يُطلب التصوير المقطعي المحوسب للصدر والبطن لاستبعاد أي ورم آخر يفرز الهرمون الموجه لقشر الكظر. |
| مرتفع                   | لا يكبت بجرعات منخفضة لكن يمكن كبته بحرعات عالية | يجب أن يوضع مرض كوشينغ في الاعتبار. ستكون هناك حاجة إلى التصوير بالرنين المغناطيسي للغدة النخامية للتأكيد.                                                                                        |

أما النتائج الملتبس بها فينبغي أن يليها اختبار تحريض الـCRH.